# Skånska banken
Skånska Banken var en affärsbank med huvudkontor i Malmö. 
Skånska Banken grundades 1920 och sammanslogs 1935 med AB Sydsvenska Banken, varvid Erland Berglöf blev verkställande direktör. Banken köptes 1990 upp av Svenska Handelsbanken. Huvudägare var familjen Roos som också var med och grundade banken tillsammans med andra skånska finansfamiljer.
Skånska Banken hade kontor på följande orter: Malmö (huvudkontor), Höganäs, Helsingborg, Ängelholm, Bjuv, Röstånga, Ljungbyhed, Lomma, Staffanstorp, Höör, Löberöd, Veberöd, Lund, Kävlinge, Landskrona, Höllviken, Rydsgård, Tomelilla, Svedala, Kivik, Sankt Olof, Kristianstad, Knislinge , Broby, Glimåkra, Osby, Ystad, Trelleborg, Lönsboda, Hästveda, Tyringe, Vittsjö, Bjärnum, Sösdala, Sölvesborg, Båstad, Laholm, Halmstad, Göteborg, Markaryd, Stockaryd, Vrigstad, Vaggeryd, Jönköping, Sävsjö, Eksjö, Landsbro, Österkorsberga, Kvillsfors, Järnforsen, Blomstermåla, Kalmar, Ålem, Lammhult, Braås, Växjö, Tingsryd, Ryd, Linneryd, Hovmantorp, Vetlanda, Värnamo, Ljungby, Norrköping, Linköping, Mjölby, Stockholm och Solna.